# ستارگان در آسمان
«ستارگان در آسمان» (به انگلیسی: Stars in the Sky) ترانه‌ای از موسیقی‌دان آمریکایی کید کادی می‌باشد که برای فیلم سونیک خارپشت ۲ (۲۰۲۲) خلق گردید و در ۲۵ مارس سال ۲۰۲۲ به‌عنوان یک تک‌آهنگ تبلیغاتی از این فیلم منتشر گردید. این ترانه توسط خود کادی با لیل ناز اکس نوشته شده و تهیه‌کنندگی آن برعهدهٔ اسپیل‌ایت‌آپ‌بنجی، تیک ا دی‌تریپ و دات دا جینیس بوده‌است.

## فهرست ترانه‌ها
- دانلود دیجیتال[۲]

1. ستارگان در آسمان — ۳:۰۵